# Haplotaxodon
Haplotaxodon är ett släkte av fiskar. Haplotaxodon ingår i familjen Cichlidae.
Kladogram enligt Catalogue of Life:
| Haplotaxodon | \| \| Haplotaxodon microlepis \| \| \| \| \| \| Haplotaxodon trifasciatus \| \| \| \| |
|              | \| \| Haplotaxodon microlepis \| \| \| \| \| \| Haplotaxodon trifasciatus \| \| \| \| |
|              | Haplotaxodon microlepis                                                               |
|              |                                                                                       |
|              | Haplotaxodon trifasciatus                                                             |
|              |                                                                                       |